# Nepticula chalybeia
Nepticula chalybeia är en fjärilsart som beskrevs av Braun 1914. Nepticula chalybeia ingår i släktet Nepticula och familjen dvärgmalar. Inga underarter finns listade i Catalogue of Life.

## Bildgalleri

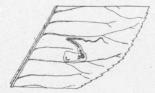
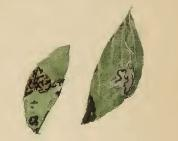
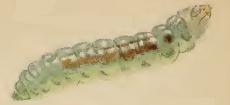